# Reichsburg Kyffhausen

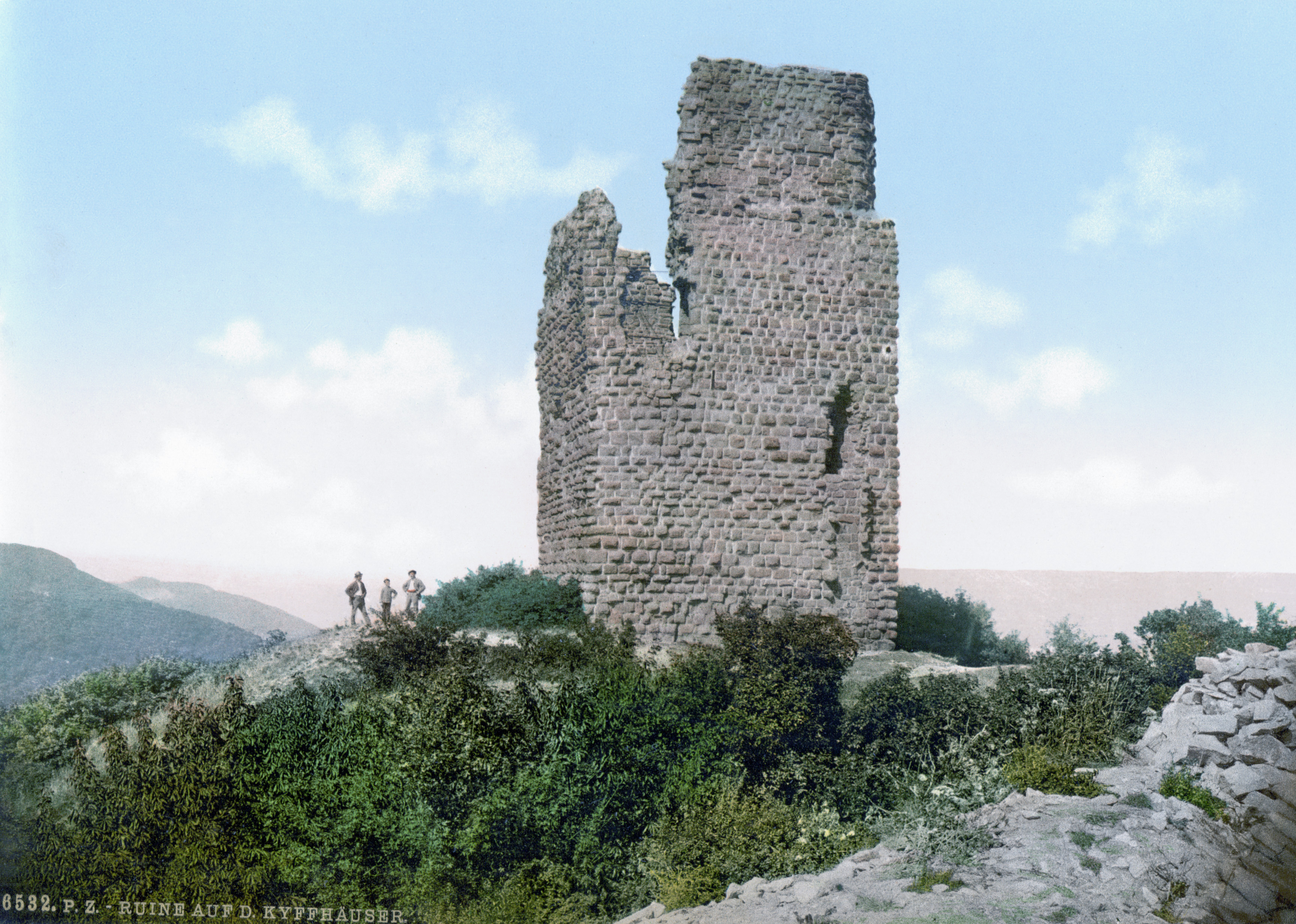
Torre de Barbarroja en el castillo o palacio superior (Oberburg), según una fotografía datada en torno al año 1900.

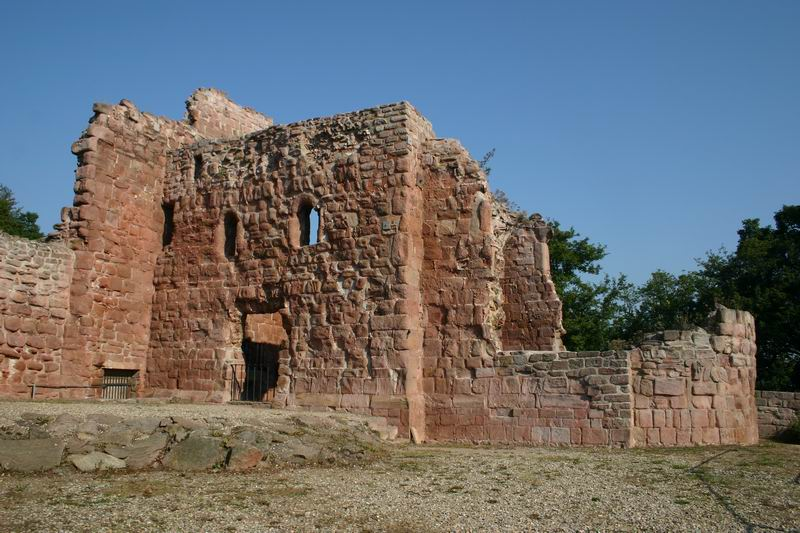
Capilla del palacio o castillo inferior.

El Reichsburg Kyffhausen (lit. castillo imperial de Kyffhausen) es un castillo medieval, actualmente en ruinas, ubicado en el noreste de las montañas Kyffhäuser, específicamente en la cima del Kyffhäuserburgberg, a una altitud de 439,7 m s. n. m. la cual se erige encima del poblado de Tilleda, ya que su función original era la protección del palacio imperial Pfalz Tilleda  ubicado a pie del cerro. Actualmente el castillo pertenece administrativamente a la localidad de Steinthaleben, y así al municipio de Kyffhäuserland, en el entorno de la ciudad de Bad Frankenhausen (Turingia), muy cerca de la frontera con Sajonia-Anhalt.

## Descripción
El castillo comprende un conjunto de tres edificios situados a diferentes alturas en la montaña, de acuerdo con lo cual adoptan los nombres de «castillo superior» (Oberburg), «castillo medio» (Mittelburg) y «castillo inferior» (Unterburg).
El conjunto ha sido un destino turístico popular, principalmente debido a su relación con la figura de Federico I Barbarroja.